# Obejmij mnie, Czeczenio
Obejmij mnie, Czeczenio – singel zespołu Republika wydany w 1995 roku, nakładem wytwórni Pomaton EMI. Jest to singel niezwiązany z żadną płytą Republiki. Pieniądze z jego sprzedaży przeznaczone zostały na pomoc ofiarom wojny w Czeczenii.

## Lista utworów
źródło:.
| 1. | Obejmij Mnie, Czeczenio                          | 3:00  |
|    | muz. G. Ciechowski, L. Biolik; sł. G. Ciechowski |       |
| 2. | Obejmij Mnie, Czeczenio (wersja instrumentalna)  | 3:00  |
|    | muz. G. Ciechowski, L. Biolik                    |       |
|    |                                                  | 06:00 |
|    |                                                  |       |

## Twórcy
źródło:.
- Grzegorz Ciechowski – śpiew, organy Hammonda, fortepian, akordeon, flet
- Zbigniew Krzywański – gitara elektryczna, akordeon
- Sławomir Ciesielski – perkusja, instrumenty perkusyjne
- Leszek Biolik – gitara akustyczna, gitara basowa